# راس الحصن
راس الحصن قرية سورية تتبع ناحية قورقينا في منطقة حارم في محافظة إدلب. بلغ عدد سكانها 985 نسمة في عام 2004 حسب إحصاء المكتب المركزي للإحصاء.